# LCM-1E
LCM-1E je třída vyloďovacích člunů Španělského námořnictva. Čluny byly vyvinuty loděnicí Navantia pro nasazení z paluby španělské letadlové a výsadkové lodě Juan Carlos I, výrobku stejné loděnice. Jediným zahraničním uživatelem třídy je Australské královské námořnictvo, které je od roku 2014 nasadí na svých výsadkových lodích třídy Canberra (jedna unese čtyři kusy). Plavidla jsou určena k provádění námořních výsadků za horizont.

## Stavba

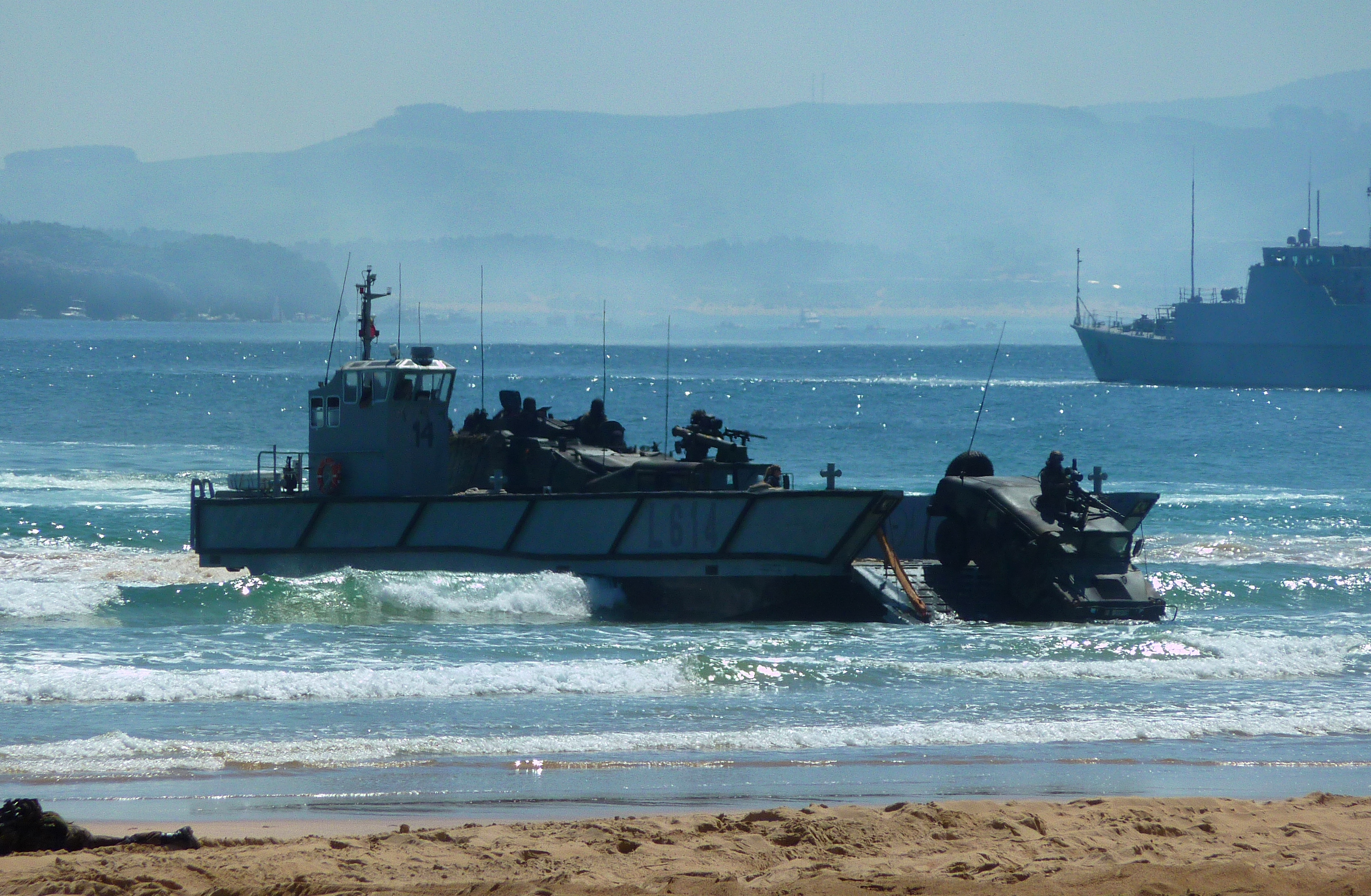
LCM-1E v akci

Výrobcem tohoto typu člunů je španělská loděnice Navantia. Španělsku bylo v letech 2006–2008 dodáno celkem 12 člunů. Austrálie objednala celkem 12 plavidel LCM-1E. První čtyři jednotky byly dodány roku 2014. Poslední přitom budou dodány roku 2015. V roce 2013 Turecko objednalo licenční stavbu čtyř plavidel LCM-1E, která budou operovat z plánované turecké výsadkové lodě, která bude podobně jako v australském případě derivátem plavidla Juan Carlos I.

## Konstrukce

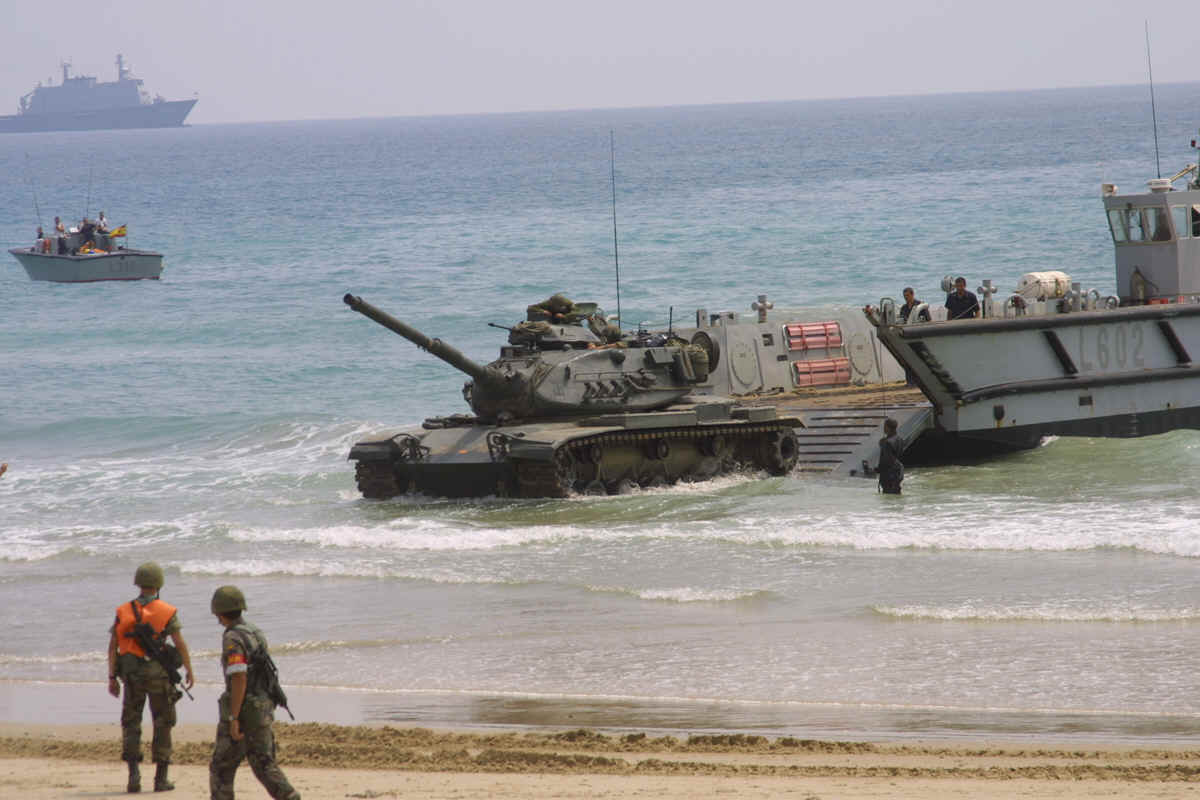
Tank M60 španělské námořní pěchoty opouští palubu vyloďovacího plavidla LCM-1E. V pozadí doková výsadková loď třídy Galicia.

Člun unese jeden tank, či dva obrněné transportéry, nebo odpovídající množství jiného nákladu. Pro nakládku a vykládku nákladu slouží příďová a záďová rampa. Pohonný systém tvoří dva diesely MAN D-2842 LE 402X (každý o výkonu 806kW) a dvě vodní trysky. Nejvyšší rychlost je 22 uzlů u plavidla bez nákladu a 13,5 uzlu při plném zatížení. Dosah činí 190 námořních mil (352 km).